# Застольные беседы Лютера
Застольные беседы (нем. Tischreden) — коллекция изречений Мартина Лютера, записанная его студентами между 1531 и 1544 годами, впервые изданная Иоганном Матезиусом в 1566 году. В разных редакциях общее число изречений доходило до 6596. Изречения разбиты по темам.

## Текст
- Table Talk
- Застольные беседы Мартина Лютера

## Публикации
- Лютер М. Застольные беседы. — Одесса : Тюльпан, 2011. — 280 с. — ISBN 978-966-2110-17-3.